# X Cancri
X Cancri (X Cnc / HD 76221 / HIP 3541) es una estrella variable en la constelación de Cáncer situada prácticamente sobre la eclíptica.
Se encuentra a una distancia aproximada de 620 pársecs (2020 años luz) del sistema solar.
X Cancri es una estrella de carbono de tipo espectral CV5 con una temperatura superficial de sólo 2645 K.
En las estrellas de carbono, al contrario que en la mayor parte de las estrellas incluyendo al Sol, la abundancia de carbono es mayor que la de oxígeno; así, la relación carbono-oxígeno en X Cancri es de 1,14.
Además, estas estrellas experimentan una importante pérdida de masa estelar; X Cancri lo hace a razón de 6,3 × 10-7 masas solares por año.
Su luminosidad bolométrica —considerando todas las longitudes de onda— es casi 16.000 veces mayor que la luminosidad solar.
Durante una ocultación lunar se ha medido su diámetro angular, el cual, una vez considerado el oscurecimiento de limbo, es de 9,00 ± 0,80 milisegundos de arco.
Ello permite evaluar su diámetro real, siendo este 600 veces más grande que el diámetro solar; dicha cifra, al depender de la distancia y dada la incertidumbre en la misma, es sólo aproximada.
Catalogada como variable semirregular SRB, el brillo de X Cancri varía entre magnitud aparente +5,6 y +7,5 en un período de 195 días.